# Vomit Visions
Vomit Visions war eine Punkband aus Hessen und die erste Band, die eine Platte auf dem Label Rock-O-Rama-Records veröffentlichte.

## Bandgeschichte
Ab 1973 machten Erich Knodt und Dieter Krist, die sich bei einem Konzert von Tina York kennengelernt hatten, mit einem 2-Spur-Tonbandgerät experimentelle Musikaufnahmen im Lo-Fi-Sound. Nachdem die beiden den Sommer 1976 in London verbracht hatten, wurde aus Knodt die Kunstfigur Eric Hysteric und Krist startete sein erstes Fanzine. Versuche, eine Punkband zu gründen, scheiterten mehrmals, weil es in der hessischen Provinz keine geeigneten Musiker gab.
1978 arbeiteten Hysteric und Krist als Roadies für XTC und verkauften Schallplatten auf dem Frankfurter Flohmarkt. Sie lernten Herbert Egoldt vom Rock-O-Rama-Versand (Köln) und Volker Hanreich (Gießen) kennen. Hanreich stand als Sammler obskurer US-amerikanischer Punksingles in Verbindung mit Gleichgesinnten wie Greg Shaw (Who Put The Bomp, Bomp Records) und Jello Biafra (Dead Kennedys, Alternative Tentacles). Unter dem Namen Hans Wurst verfasste er Essays für die Fanzines von Krist, in denen er die journalistischen (New Musical Express, in Deutschland Sounds) und wissenschaftlichen (Cultural studies) Erklärungsmuster von Punk (als Kunst und/oder „authentischer“ Ausdruck der Arbeiterklasse) zurückwies. Verkauft wurden Fanzines wie „Same Old Song“ und „Ultra Hard Core Punk Sounds“ bei Konzerten, auf dem Frankfurter Flohmarkt und in der Karl-Marx-Buchhandlung von Joschka Fischer und Daniel Cohn-Bendit.
Hans Wurst, der Soziologiestudent Rola Rock und Marcel Roth, Herausgeber der ersten Frankfurter Punk Fanzine Shreads, wurden als Bassist, Sänger und Gitarrist in die Band aufgenommen. Unter dem Namen „S.C.U.M.“ (nach Valerie Solanas) fanden Anfang 1979 mehrere chaotische Proben statt, die Hausverbote in den Jugendzentren von Gießen und Frankfurt-Höchst zur Folge hatten. Dann emigrierte Hysteric nach London und startete – mit Unterstützung der australischen Punk-Pioniere „The Last Words“ – eine Solo-Karriere.
Ohne Hysteric war S.C.U.M. schnell am Ende. In den folgenden Monaten konzentrierten sich die verbliebenen Bandmitglieder auf die Produktion von Fanzines. Dies änderte ein Auftritt von Teenage Jesus and the Jerks beim New-York-Festival (mit den Undergroundfilmen von Scott & B. Beth sowie Adele Bertei) am 20. Juni 1979 im 042 (Nijmegen/Niederlande). Das Konzert endete nach acht Minuten, als Lydia Lunch Krist, der aus nächster Nähe Fotos für sein Fanzine knipste, ein (leeres) Bierglas ans Kinn knallte und von der Bühne stürmte. Beeindruckt von der konsequenten Performance beschlossen die drei als Vomit Visions Platten zu machen. Angesichts der gerade anlaufenden DIY-Welle um Bands wie Desperate Bicycles und Swell Maps entschied sich die Band gegen ein eigenes Label. Hanreich überredete Herbert Egoldt zur Gründung von Rock-O-Rama Records und zur Veröffentlichung einer EP der Vomit Visions.
Dazu wurden Eric Hysteric und Leigh Kendall (The Last Words) zur Plattenproduktion eingeflogen. Am 27. und 28. Dezember 1979 nahm Vomit Visions mit einer Zwei-Spur-Revox im Keller von Krist vier Songs auf. Herbert Egoldt versuchte alle Nutzungsrechte an den Aufnahmen zu erwerben. Krist bestand jedoch darauf, lediglich einen limitierten (Anzahl der hergestellten Platten) Lizenzvertrag abzuschließen, bei dem alle Rechte an den Aufnahmen bei der Band blieben. Als die EP Punks Are The Old Farts Of Today im April 1980 erschien, waren Band und Labelboss bereits zerstritten. Für neuen Ärger sorgte der Versuch von Egoldt, die Rechte an den Kompositionen an seinen Musikverlag House of Sound zu übertragen.
Während Alfred Hilsberg von „peinlich konventionellen Punk“ schrieb und das Zig-Zag-Magazine (No.102) die EP als „indescribably rotten“ bezeichnete, war in Ausgabe 3 von „Kill Your Pet Puppy“, dem zweiten Fanzine von Tony D., der 1976 bis 1979 Ripped & Torn herausgegeben hatte, zu lesen: „Far out man, makes Crass seem like a bunch of choirboys.“ (dt.: Wahnsinn, dagegen wirken Crass wie ein Haufen Chorjungs) Slash, das Hausblatt der LA-Punkszene kommentierte: „Great title, great name, great sound: they grate on the nerves. I love it. It has the superb production values of „Forming“ (erste Single der Germs)… It sure emptied my tummie quick.“ (dt.: Großartiger Titel, toller Name, super Sound: die kratzen an meinen Nerven. Ich liebe es. Es hat eine wahnsinnig gute Produktion, wie bei Forming… Ich musste mich wirklich rasch übergeben.).
Im Mai 1981 nahmen die Vomit Visions, ohne vorherige Proben, im Studio 61 (Diez) von Tom Dokupil (The Wirtschaftswunder) vier Songs auf, von denen drei veröffentlicht wurden. Die zweite Single erschien, demonstrativ ohne Label, mit (mindestens) drei Covern. Die erste Version zierte ein Bild der Krautrock-Legende Birth Control. Unter dem Titel Shove it up Your Ass veröffentlichten Rola Rock und Hans Wurst einige Hundert Exemplare mit einem Bild aus einem Pornomagazin. Das dritte Cover war ein Foto der Sex Pistols vom Auftritt im Gefängnis von Huddersfield am 25. Dezember 1977.
Musikalisch war die von Hans Wurst als Volker H. produzierte Platte eine perfekte Kopie des in Hollywood und Huntington Beach entwickelten Ultra Hardcore Punks. Diedrich Diederichsen kommentierte: „Sehr guter Punk von den Vomit Visions aus Deutschland: ultraschnell, ultrahart, absolute Müll-Musik, wovon es heute wirklich zu wenig gibt.“ (Sounds 1/1982)
Im Mai 1982 veröffentlichten Hysteric und Krist auf Wasted Vinyl Records I Hate The World, den nach Meinung von Rock und Wurst „zu kommerziellen“ vierten Song der zweiten Aufnahmesession. Unter dem Motto Sell Out waren auf dem Cover Jello Biafra (mit einem Exemplar von „Same Old Song“ in der Hand) und Hans Wurst zu sehen. Kurz darauf löste sich die Band auf.
Eric Hysteric setzte zunächst in London seine Solo-Karriere fort, später war er treibende Kraft der Frankfurter Krawall-Kombo Der Durstige Mann und förderte als Besitzer von Orgasm Records u. a. die Part Time Punx. Rola Rock starb 1989 an einer Überdosis Heroin in Frankfurt.

## Trivia
- Ein Fan ist Henry Rollins, der in seinem als Buch veröffentlichten Tour-Tagebuch notierte: „Didn’t write yesterday. Last night, I met Volker and Eric Hysteric from the Vomit Visions. They gave me some of their records, that I had never seen before. It was so cool to meet those guys.“ (Übersetzung: Gestern nicht geschrieben. Letzte Nacht habe ich Volker und Eric Hysteric von Vomit Visions getroffen. Die haben mir Platten von ihrer Band mitgegeben, die ich noch nie gesehen habe. Es war so cool die beiden zu treffen)[3] In der Wagner, Karajan, Kraftwerk, Neu und anderen deutschen Musikgrößen gewidmeten Ausgabe seiner Internetradioshow (22. Januar 2008) spielte Rollins „Entertain Me“: „We’re going to listen to the The Vomit Visions which are ancient german punk rock. (…) The title of the EP is like Punks Are The Old F* of Today. I bought it for two dollars about 150 years ago. Today it goes on sale on ebay for way too much money.“ (Übersetzung: Wir werden uns jetzt Vomit Vision anhören, was wirklich alter Punk aus Deutschland ist. Der Titel der EP ist  Punks Are The Old F* of Today. Ich hab sie damals für zwei Dollar gekauft, heute geht sie bei Ebay für viel zu viel Geld weg.)[4]
- 1982 wählte Susanne Wiegand (No Time Gallery, Düsseldorf) den Teenage-Jesus-And-The-Jerks-Konzertbericht von Hans Wurst (zuerst veröffentlicht in Same Old Song Nr.?, 1979) für eine Sammlung von Fanzine-Texten aus, die im Rahmen der von ar/gee gleim herausgegebenen Foto-Dokumentation „Guter Abzug“ erschien.

## Diskografie
Singles
- 1980: Punks Are The Old Farts of Today EP (Rock-O-Rama)
- 1981: Too Late (VV Records)/Shove It Up Your Ass! (VV Records 0208)/Too Late (Someone Wasted Vinyl)
- 1982: I Hate The World / Life (Spliz-7’’ mit Eric Hysteric, Wasted Vinyl Records)